# Schortandy
Schortandy (kasachisch und russisch Шортанды) ist ein Ort im Norden Kasachstans.

## Geografie
Der Ort liegt im Norden Kasachstans im Gebiet Aqmola etwa 60 Kilometer nördlich der Hauptstadt Astana. Die Umgebung besteht aus den Steppen Nordkasachstans, die von einem kalten Steppenklima gekennzeichnet sind. Die Winter sind kalt und die Sommer heiß und trocken.

## Geschichte
Schortandy entstand im Zusammenhang mit dem Bau der Transkasachischen Eisenbahn von Petropawl nach Astana (damals: Akmolinsk) und der Gründung des Bahnhofs im Jahr 1929. 1931 kamen Lagerhäuser zur Lagerung von Getreide und ein Wasserturm hinzu; außerdem entstanden erste Wohnhäuser. 1933 wurde eine Möbelfabrik gegründet. In den 1930er Jahren gab es ein großes Wohnraumproblem im Ort, da viele Menschen aus anderen Sowjetrepubliken nach Zentralasien deportiert wurden und sich vor allem in der Region niederließen. 1934 wurde die erste Schule im Ort eröffnet. Mit der Gründung des Rajon Schortandy am 16. Oktober 1939 wurde der Ort Verwaltungszentrum des Rajons.
Im Zuge der Neuland-Kampagne zur Schaffung neuer landwirtschaftlicher Anbauflächen erlebte Schortandy ab Mitte der 1950er Jahre einen Aufschwung. 1956 wurde das Kasachische Forschungsinstitut für Getreideanbau gegründet. 1963 verlor Schortandy mit der Auflösung des gleichnamigen Rajon den Status als Verwaltungssitz; nur drei Jahre später wurde er aber wieder gebildet. Mitte der 1970er wurden ein Busbahnhof und ein Krankenhaus errichtet.

## Bevölkerung
Bei der Volkszählung 1999 hatte Schortandy 7.178 Einwohner. Die letzte Volkszählung 2009 ergab für den Ort eine Einwohnerzahl von 6.268. Die Fortschreibung der Bevölkerungszahl ergab zum 1. Januar 2025 eine Einwohnerzahl von 6.260. Etwa die Hälfte der Einwohner sind ethnische Russen.
| Einwohnerentwicklung | Einwohnerentwicklung | Einwohnerentwicklung | Einwohnerentwicklung | Einwohnerentwicklung | Einwohnerentwicklung | Einwohnerentwicklung |
| 1959                 | 1970                 | 1979                 | 1989                 | 1999                 | 2009                 |                      |
| -------------------- | -------------------- | -------------------- | -------------------- | -------------------- | -------------------- | -------------------- |
| 5.971                | 7.230                | 7.003                | 7.169                | 7.178                | 6.268                |                      |

## Söhne und Töchter
- Sergei Djatschenko (1952–2016), Politiker
- Alexander Koslowski (* 1986), Youtuber
- Dimitri Koslowski (* 1986), Youtuber
- Jewgeni Sinkowski (* 1975), römisch-katholischer Geistlicher, Weihbischof in Karaganda